# Клингонские звездолёты
Клингонские звездолёты — звездолёты Империи клингонов нескольких классов во франшизе «Звёздный путь». Поскольку клингоны изображаются как культура воинов, движимая стремлением к чести и славе, показано, что Империя использует почти исключительно военные корабли и даже корабли поддержки, такие как Военные транспорты и колониальные корабли вооружены для битвы. Это контрастирует с исследовательскими судами, используемыми Звёздным Флотом, главными героями франшизы. Первый клингонский корабль, использованный в «Оригинальном сериале», линейный крейсер класса D7, был разработан Мэттом Джеффрисом, чтобы вызвать форму, подобную форме манта, обеспечивая угрожающую и мгновенно узнаваемую форму для зрителей. Конфигурация дизайна Джеффриса включала выпуклый носовой корпус, соединённый длинной стрелой с крыловидным основным корпусом с установленными гондолами двигателей, на каждом конце крыла. Хотя в «Звёздном пути» появлялось множество клингонских кораблей, их дизайн в целом соответствует этому стилю. Большинство клингонских кораблей были построены в виде масштабных моделей, хотя позже применялись компьютерные изображения. В последние годы многие оригинальные студийные модели были проданы на аукционах.
Все клингонские корабли оборудованы субсветовыми двигателями той или иной формы, и большинство из этих кораблей оборудовано сверхсветовой двигательной технологией, называемой варп-двигателем. Клингонские корабли обычно изображаются хорошо вооруженными, оснащенными лучевым оружием, называемым дисрапторами, и фотонными торпедами, оружием из антивещества, в качестве основного наступательного оружия. Более поздние клингонские корабли используют маскирующие устройства. Для «Следующего поколения» и «Глубокого космоса 9» клингонские корабли были спроектированы Риком Штернбахом, чтобы отразить обмен технологиями в результате союза между клингонами и Звёздным флотом. В телесериале-приквеле «Энтерпрайз» клингонские корабли спроектированы так, чтобы казаться более примитивными, чем хронологически более поздние во франшизе. Интерьер клингонских судов носит утилитарный характер: он призван имитировать старую подводную лодку. Именам клингонских кораблей обычно предшествует префикс «IKS», аббревиатура от «Imperial Klingon Starship».

## Эпоха Оригинального сериала

### Класс D7
Линейный крейсер класса D7 — первый клингонский звездолёт, замеченный во франшизе «Звёздный путь». Судно было спроектировано Мэттом Джеффрисом, чтобы быть быстро узнаваемым зрителями. Поскольку Джеффрис хотел, чтобы класс D7 выглядел «угрожающим, даже злобным», дизайн был смоделирован по образцу ската манта как в основной форме, так и в цвете. Основной корпус с расправленным крылом, длинная шейка и выпуклая конфигурация командного модуля класса D7 стали основным чертежом клингонских кораблей в более поздних телесериалах. Оригинальная модель Джеффриса для класса D7 теперь находится в Национальном музее воздухоплавания и астронавтики Смитсоновского института вместе с оригинальной моделью студии для звездолёта «USS Энтерпрайз».
Модель класса D7 изначально создавалась для серии «Элан из Троиуса» сериала «Звёздный путь: Оригинальный сериал»; однако, поскольку серии не транслировались в производственном порядке, судно впервые появилось в «Инциденте на предприятии». Показано, что он вооружен несколькими банками дезинтеграторов, которые стреляют импульсами, а в обновленной версии — торпедной установкой в переднем модуле. В одном из серий мультсериала «Больше трибблов, больше проблем» линейный крейсер класса D7 оснащен экспериментальным стазисным оружием, способным парализовать суда-мишени. Корабль оснащен как импульсными двигателями, так и варп-двигателем, позволяющими путешествовать со скоростью, превышающей скорость света. В то время как клингонские корабли в телесериале, действие которого происходит после «Оригинального сериала», обладают маскирующими устройствами, клингонский класс D7 поначалу их не имеет. Это изменилось после «Инцидента с предприятием», несколько линейных крейсеров класса D7 показаны под контролем ромулан в результате обмена технологиями между ромуланцами и клингонами; эти суда используют маскирующее устройство.
Внешний вид класса D7 несколько раз пересматривался в сериале «Звёздный путь». Совершенно новая студийная модель была создана Грегом Джином для серии «Испытания и жертвы» сериала «Звёздный путь: Глубокий космос 9». Эта модель с общим зелёным оттенком имела значительно более детализированный корпус по сравнению с бледно-серым цветом оригинала. Корабль класса D7 также появляется в серии "Пророчество" сериала «Звёздный путь: Вояджер»; однако, поскольку компьютерная модель модели Джейна была недоступна, вместо этого корабль был изображен с компьютерной моделью линейного крейсера класса. Класс D7 был снова переработан для обновленной версии «Оригинального сериала», в которой Майкл Окуда создал новую модель CGI класса D7 с улучшенными деталями корпуса и маркировкой ромуланских птиц для судов класса D7 в «Инциденте с предприятием». Этот обновленный класс D7 был вставлен в цифровом виде в серии до их первоначального появления.
Согласно «Звёздному пути: Дискавери», этот класс был разработан под руководством канцлера Л'Релл, которая объединила разрозненные Дома клингонов. В отличие от кораблей периода войны с Федерацией, когда разные Дома строили корабли каждый в своём стиле, конструкция и внешний вид D7 возвращались к стилю более ранних классов чтобы быть общеклингонским кораблём. Первые D7 затем приняли участие в сражении у Ксахеи, прийдя на помощь «Энтерпрайзу» и «Дискавери» против кораблей Секции 31 под контролем искусственного интеллекта «Управляющий».

### К’тинга-класс
Модернизация конструкции, используемой для корабля класса D7, линейный крейсер класса К’тинга был впервые задуман для использования в пилотной серии сериала «Звёздный путь: Фаза II». Когда «Фаза II» была заброшена, история пилота была адаптирована для «Звездного пути: кинофильм», где в начальных сценах используются три линейных крейсера класса К’тинга. Эндрю Проберт указан как разработчик модели К’тинга в её патенте на дизайн, а название класса было дано Джином Родденберри в его новеллизации кинофильма. Несмотря на почти идентичную конфигурацию с классом D7, основное отличие от класса К’тинга заключается в уровне детализации корпуса, улучшенном, чтобы модель выглядела более правдоподобной для зрителей на экране. Конфигурация импульсных двигателей корабля также отличается от таковой на корабле класса D7. Позже модель К’тинга была повторно использована для фильма «Звёздный путь 6: Неоткрытая страна», в которой Industrial Light & Magic усовершенствовала исходную студийную модель светящимися гондолами двигателей и изменила цвет с приглушенного серо-зеленого на светло-серый с золотыми акцентами и бордовые панели. Изменения ILM должны были «сопоставить … с „Энтерпрайзом-A“, который очень гладкий, монохромный и крутой, в то время как этот клингонский корабль очень царственный, показной и тёплый». CGI-версия корабля с немного изменённым дизайном гондолы была создана для более поздних сезонов сериала «Звёздный путь: Глубокий космос 9»; эта конкретная модель была ошибочно использована для представления старых клингонских кораблей в серии «Пророчество» сериала «Звёздный путь: Вояджер» и серии «Неожиданность» сериала «Звёздный путь: Энтерпрайз». Первоначальная студийная модель линейного крейсера класса К’тинга была позже продана на аукционе Christie’s в 2006 году за 102 000 долларов США.
Линейный крейсер типа «К’тинга» имеет такое же вооружение, как и линейный крейсер класса D7, с пусковой установкой фотонных торпед в носовом модуле и шестью дисрапторными пушками. Кроме того, корабль имеет кормовую торпедную установку и может стрелять мощным лучом-разрушителем из носового модуля. В серии «Воспоминания» сериала «Звёздный путь: Вояджер» также показывают, что класс К’тинга использует сотрясающее оружие. В отличие от класса D7, класс К’тинга использует маскировочное устройство. В серии «Эмиссар» сериала «Звёздный путь: Следующее поколение» эти корабли используются в качестве спящих кораблей, которые могут путешествовать десятилетиями с экипажем в анабиозе. Однако класс оснащен как импульсными двигателями, так и варп-двигателем. Утверждается, что класс имеет экипаж 800 человек и длину 350 метров (1150 футов). Интерьер линейного крейсера был спроектирован Дугласом Трамбаллом с намерением выглядеть как «вражеская подводная лодка во время Второй мировой войны, которая слишком долго находилась в море». Класс К’тинга широко используется в сериале «Звездный путь», появляясь от первого художественного фильма, действие которого происходит в 2273 году, до заключительных серий сериала «Звёздный путь: Глубокий космос 9», действие которых происходит в 2375 году, часто появляясь как линейный корабль в боевых сценах.

### Классы хищных птиц
«Хищная птица» — один из самых распространенных клингонских кораблей, показанных в «Звёздном пути». Представленный в фильме «Звёздный путь 3: В поисках Спока», «Хищная птица» фигурирует в пяти фильмах и часто появляется в сериалах «Звёздный путь: Следующее поколение» и «Звёздный путь: Глубокий космос 9». Компания Industrial Light & Magic спроектировала и построила «Хищную птицу» для «Звездного пути 3» при содействии режиссёра фильма Леонарда Нимоя. В ранних набросках сценария «Хищная птица» должна была быть ромуланским кораблем; хотя позже от этой идеи отказались. «Хищная птица» сохранила свое маскировочное устройство в качестве сюжетной точки в фильме, а узоры перьев ромуланских птиц на её крыльях были сохранены. «Хищная птица» — первое клингонское судно, изображенное с маскировочным устройством; все классы в хронологическом порядке позже в серии также будут использовать маскирующее устройство. Крылья хищной птицы могут двигаться, опускаясь для атаки, удерживаясь чуть выше горизонтали в режиме полета и высоко поднимаясь, когда корабль приземляется. Однако, поскольку механизм перемещения крыльев студийной модели сломался, в более поздних сериях сериала «Звёздный путь» крылья обычно фиксируются либо в режиме полета, либо в режиме атаки. Это не было исправлено до создания CGI-модели судна. Студийные модели «хищной птицы» были проданы на аукционе Christie’s в 2006 году; оригинальная модель была продана за 307 200 долларов США, а увеличенное крыло, использовавшееся для съемки крупным планом в фильме «Звёздный путь 5: Последний рубеж», было продано за 8 400 долларов США. Самолёт Boeing Bird of Prey, разработанный подразделением Phantom Works McDonnell Douglas, был назван в честь клингонской «хищной птицы».
Хотя во франшизе можно увидеть несколько вариантов, в примечаниях к дизайну говорится, что «Хищная птица» имеет два основных класса: класс Брель и К’Ворт. Оба класса использовали одну и ту же модель-студию, отличающуюся размерами по сравнению с другими звездолётами в зависимости от варианта. «Брель» — разведывательный корабль, используемый для шпионажа, стычек и набегов, а «К’Ворт» — легкий крейсер. Оба класса вооружены дисрапторными пушками, установленными на концах крыльев, и носовой торпедной установкой. Оба класса также оснащены маскирующими устройствами и способны развивать импульсную и варп-скорости. Эти примечания к дизайну для шоу утверждают, что с экипажем всего 12 человек и длиной 160 метров (520 футов) Брель -класс намного меньше, чем класс К’Ворт, длина которого составляет 320 метров (1050 футов), а экипаж насчитывает около 300 человек. Однако в своем появлении на экране модель «хищной птицы» не была последовательно масштабирована в соответствии с этими примечаниями, что создавало впечатление кораблей, которые были намного больше и меньше, чем предполагалось примечаниями к дизайну. Интерьер Bird-of-Prey подобен тому из похожих на подводную лодку конструкций Дугласа Трамбулла для класса K’inga; некоторые хищные птицы даже показаны с перископами, чтобы капитан мог лично наводить оружие. Несмотря на относительно легкое вооружение, «Хищные птицы» оказались эффективным кораблем; и «USS Энтерпрайз», и «USS Энтерпрайз-D» частично уничтожены из-за активности «хищных птиц». Большинство кораблей «Звёздного пути» с маскировкой не могут использовать оружие в маскировке; В фильме «Звёздный путь 6: Неоткрытая страна» показана модифицированная экспериментальная «хищная птица», которая, по-видимому, могла стрелять торпедами в маскировке, хотя более поздние наблюдения показали, что корабль ненадолго раскрылся.

## Следующее поколение

### Вор’ча-класс
Ударный крейсер типа «Вор’ча» — мощное клингонское судно, дебютировавшее в серии «Воссоединении» в сериале «Звёздный путь: Следующее поколение». Его боевая роль заявлена как сравнимая с тяжелым крейсером. Класс «Вор’ча» — это первый клингонский корабль нового дизайна, изображенный вне эпохи «Оригинального сериала» и разработанный Риком Штернбахом. Студийную модель корабля построил Грег Джин. Штернбах разработал класс «Вор’ча», чтобы представить союз между Объединённой федерацией планет и Клингонской империей в «Следующем поколении» и, как следствие, обмен технологиями и сотрудничество. Таким образом, гондолы корабля были созданы, чтобы быть похожими на те, что используются на кораблях Звёздного Флота, а цвет был намеренно представлен как середина между темно-зелёным цветом «Хищной птицы» и светло-серым цветом оригинальных концептуальных эскизов «USS Энтерпрайз-D» Штернбаха. Оригинальные концептуальные эскизы крейсера класса «Вор’ча» были проданы на аукционе в 2003 году за 850 долларов США, а студийная модель обломков разрушенного крейсера класса «Вор’ча» была продана на eBay в 2006 году за 1025 долларов США.
Конструкция класса «Вор’ча» сохраняет типичную клингонскую конфигурацию с передним модулем, поддерживаемым толстой горизонтальной горловиной, идущей в корму и расширяющейся в более крупный вторичный корпус. С экипажем из 1900 человек и длиной 500 метров (1600 футов) корабли класса «Вор’ча» являются одними из крупнейших клингонских кораблей в «Звёздном пути». Они хорошо вооружены, оснащены 18 разрушителями и тремя фотонными торпедными установками. Кроме того, носовая часть крейсера оснащена особо мощным дисрапторным лучом. Корабли оснащены как варп-двигателями, так и импульсными двигателями, а также используют маскирующие устройства. В серии «Возвращение к благодати» сериала «Звёздный путь: Глубокий космос 9». Утверждается, что крейсер обладает достаточной огневой мощью, чтобы угрожать подземным базам орбитальными бомбардировками. Класс «Вор’ча» часто можно увидеть в сериалах «Следующее поколение» и «Глубокий космос 9», изображающих клингонские корабли. Империя, под командованием первого клингонского канцлера К’мпека, а затем Гоурона. Более поздние появления используют корабль в качестве основного корабля в сражениях клингонского флота.

### Нег’Вар
Военный корабль класса Нег’Вар является одним из крупнейших и наиболее хорошо вооруженных клингонских кораблей, показанных в «Звёздном пути». Первоначально этот класс был разработан Риком Штернбахом, чтобы появиться как клингонский ударный крейсер для альтернативной временной шкалы серии «Путь воина» в «Глубоком космосе 9», в котором класс Нег’Вар должным образом представлен публике. CGI-версия модели была в конечном итоге создана для серии «Финал» сериала «Звёздный путь: Вояджер», включающая элементы моделей, использованных как в сериях «Все хорошее…» и «Путь воина». Класс Нег’Вар также используется в сериях «Разбитое зеркало» и «Новый плащ императора» в качестве флагмана Зеркальной вселенной; эта версия должна быть намного больше, чем основная вселенная класса Нег’Вар, с этой целью была создана модель нижней части корабля длиной 7,62 метра (25,0 футов), чтобы затмить студийную модель «USS Дефайнт» в боевых сценах. Студийная модель класса Нег’Вар была продана на аукционе 2007 года за 7500 долларов США.
Военный корабль представлен как новый флагман Клингонской империи в «Пути воина» под командованием канцлера Гоурона и генерала Мартока. Поскольку студийная модель построена на основе модели класса Вор’ча, класс Нег’Вар имеет много общего в дизайне в отношении формы, цвета и гондол корабля. Однако при длине почти 700 метров (2300 футов) и экипаже в 2500 человек класс Нег’Вар значительно больше, чем класс Вор’ча. Корабль оборудован маскировочным устройством. Класс хорошо вооружен, с 20 блоками дисрапторов и четырьмя торпедными установками, а также большой передней пушкой-дисраптором, выступающей из передней секции. Класс Нег’Вар появляется только в нескольких сериях; кроме кульминационной битвы «Пути воина», он не используется ни в каких сценах сражений флота.

## Эра Энтерпрайза

### Класс D4
Линейный крейсер класса D4 был предложенным проектом первого клингонского корабля, появившегося в сериале «Звёздный путь: Энтерпрайз». Судно изначально было разработано для использования в четвёртой серии сериала «Неожиданность». Разработанный Джоном Ивзом, класс D4 должен был представлять собой прямого предшественника класса D7 Джеффриса. Конструкция была аналогична конструкции D7-класса, точно повторяя его конфигурацию и форму и включая более прочную и примитивную конструкцию, чтобы корабль выглядел соответствующим более раннему периоду времени. Команда Ивза смогла закончить дизайн, а Foundation Imaging создала компьютерную модель для серии. Однако продюсеры отклонили модель, так как им не понравилось, что окна модели не были видны, как на других проектах кораблей, заявив, что этот вариант могло использовать только, если в судно внести значительные изменения. Всего за несколько часов до крайнего срока сдачи серии и измученные их недавней работой над «Разорванный круг», пилотной серии «Энтерпрайза», команда Ивза работая всю ночь не смогла добиться нужных изменений. Поэтому производители решили использовать вместо неё более старую модель CGI; единственной другой доступной моделью был линейный крейсер класса К’тинга, созданный для «Глубокого космоса 9». Использование кораблей класса «К’тинга» создало ошибку преемственности в серии, поскольку одна и та же конструкция корабля, по-видимому, использовалась в течение 225 лет. Таким образом, производители решили, что модель класса K’tinga больше не будет использоваться, поскольку она не подходит для «Энтерпрайза». Привлеченные дизайнеры позже выразили сожаление по поводу того, что им пришлось использовать старую модель, но признали, что альтернативы не было из-за истощения команды.

### Класс Раптор
Класс «Раптор» — первый клингонский корабль новой конструкции, изображенный в «Энтерпрайзе»". Судно представлено серии первого сезона «Спящие псы». Произведенный художественным отделом Германа Циммермана, это был первый клингонский корабль, который дебютировал как полностью компьютерная модель. Джон Ивз отвечал за разработку базовой формы класса «Раптор» в концепт-арте. Позже Дуг Дрекслер усовершенствовал эскизы Ивза, чтобы создать сетку компьютерной графики с использованием LightWave 3D. Foundation Imaging преобразовала работу Дрекслера в окончательную компьютерную модель, показанную в серии. Целью Ивза было сделать корабль более примитивным, чем клингонские корабли позже в хронологии франшизы, с открытыми трубами и прочной конструкцией. Ивз заявил, что дизайн был сделан таким образом, чтобы «он состоял из разных частей, прикрепленных друг к другу, а не единой формы». Было предложено несколько конструкций различных размеров, прежде чем Циммерман остановился на «Рапторе». Хотя судно слегка основано на «Хищной птице» от Industrial Light & Magic, Ивз попытался сделать так, чтобы судно выглядело как предшественник класса D7. Дрекслеру, тесно сотрудничавшему с Ивзом во время создания CGI-сетки, было позволено работать с более близкими деталями модели, такими как положение отсека для шаттлов. Дрекслер считал, что конструкция обладает качествами как катера PT, так и бронированного военного корабля 19 века. Общий стиль дизайна Ивза позже был использован в качестве основы для будущих клингонских кораблей в «Энтерпрайзе».
Обозначенный как разведывательный корабль, класс «Раптор» изображен как крепкий корабль. Его корпус, который, как утверждается, вдвое толще, чем у «Энтерпрайза NX-01», может выдержать давление в верхних 2 километрах (6600 футов) газового гиганта. Несмотря на то, что производственная группа разрабатывала его как предшественник класса D7, класс «Раптор» намного меньше; Ивз заявил, что в его проекте должен был быть экипаж из 12 человек. Корабль вооружен двумя торпедными установками и блоком дезинтеграторов, установленным в задней части корабля. Как и большинство клингонских кораблей, он имеет как импульсный, так и варп-двигатель. Класс «Раптор» появляется только в одной серии сериала, хотя его схемы видны на нескольких экранах компьютеров в более поздних эпизодах.

### Класс D5
Крейсер класса D5 — основной крупный клингонский корабль, используемый в «Энтерпрайзе». Разработанный Джоном Ивзом и скомпилированный в виде компьютерной графики Пьером Дроле из EdenFX, D5 использовал базовую форму клингонского линейного крейсера: небольшой носовой корпус, прикрепленный длинной горизонтальной стрелой к более крупному инженерному корпусу, с установленными на корме импульсными приводами над ним и два варп-двигателя на концах пилонов с обратной стреловидностью. Конструкция отличается от хронологически более поздних кораблей D7 более крупной и менее сферической передней частью корпуса, более крупными сужающимися гондолами и пилонами двигателей, направленными назад, а не вперед. Первоначально D5 был разработан для серии «Мародеры» как грузовой корабль с видимыми грузовыми баками на модели. Эта версия корабля не считалась большой угрозой для «Энтерпрайза» NX-01.
В серии "Правосудие" по указанию продюсера Рика Бермана был представлен вариант линейного крейсера. Первоначально в серии предполагалось использовать линейный крейсер класса D7, но Берман решил, что следует показать менее совершенный корабль, используя обозначение D5. Таким образом, модель танкера была изменена, чтобы стать линейным крейсером класса D5, и продолжал использоваться до конца сериала, как самый мощный клингонский корабль этой эпохи. В отличие от танкера, класс D5 был изображен как значительно превосходящий «Энтерпрайз». Линейный крейсер обладал как дизрапторными лучами, так и пушками, а также носовыми и кормовыми торпедами, и показано, что он способен вести орбитальную бомбардировку. Корабль был хорошо бронирован в дополнение к защите и был способен к шестому варпу. Дизайнеры планировали и масштабировали появление на экране класса D5 до 155 метров (509 футов) в длину; однако на экранной панели указана длина всего 75 метров (246 футов).
До появления корабля в «Энтерпрайзе» класс D5 упоминался в серии «Еще раз к прорыву» сериала «Звёздный путь: Глубокий космос 9». Командир клингонов Кор вспоминает, что он командовал кораблем класса D5 под названием «IKS Klothos», что является намеренной ссылкой писателя Рональда Д. Мура на серию мультсериала «Ловушка времени». В этой серии звездолёт «Klothos» изображался как линейный крейсер класса D7, единственный клингонский корабль, существовавший на момент производства.

### Хищная птица
«Хищная птица» эпохи «Энтерпрайз» задумывалась как предшественник модели «Хищная птица», изначально разработанной для фильма «Звёздный путь 3: В поисках Спока». Корабль был спроектирован Джоном Ивзом, который использовал заброшенную концепцию модифицированной хищной птицы, предназначенной для «Глубокого космоса 9», в качестве отправной точки. Окончательный дизайн, представленный Ивзом, основан на элементах этого эскиза вместе с ранее дебютировавшими кораблями класса «Раптор» и D5, повторяя при этом оригинальный дизайн «Хищной птицы». Окончательная конструкция соединяет угловую переднюю командную секцию с основной секцией двигателя через горловину, а две варп-гондолы расположены над центральным импульсным двигателем корабля. Крылья с узором из перьев устремляются вниз к установленному на концах тяжелому оружию. Элементы заброшенного дизайна класса D4, такие как открытые кабели, также были добавлены, чтобы сделать корабль более грубым. Модель CGI была создана Кодзи Курамура в EdenFX. «Хищная птица» дебютировала в серии «Пространство» и несколько раз появлялась на «Энтерпрайзе» в таких ролях, как патрульный корабль или эсминец, сопровождающий более крупный линейный крейсер класса D5. Предполагалось, что конструкция будет иметь длину 145 метров (476 футов) с максимальной скоростью варпа 5 и будет хорошо вооружена несколькими установленными на крыле, шее и голове дисрапторными пушками, а также носовыми и кормовыми фотонными торпедными установками. Большая пушка на днище корабля была размещена Ивзом, чтобы напомнить дизайн A-10 Thunderbolt.